# كوليت براون
كوليت براون (بالإنجليزية: Colette Brown)‏ هي ممثلة بريطانية، ولدت في 1969 في كلافام ‏ في المملكة المتحدة.

## وصلات خارجية
- كوليت براون على موقع IMDb (الإنجليزية)
- كوليت براون على موقع قاعدة بيانات الفيلم (الإنجليزية)